# Phare aéronautique de Saint-Witz
Le phare aéronautique de Saint-Witz  est un phare aéronautique désaffecté situé à Saint-Witz dans le Val-d'Oise, France.

## Description
Le phare est érigé près du centre de Saint-Witz, une commune du Val-d'Oise proche de l'Oise et de la Seine-et-Marne. Il s'élève près de la route, à proximité du moulin Saint-Wi et de l'église Saint-Vit. Il s'agit d'un simple pylône de béton armé de 20 m de hauteur, supportant une plate-forme carrée qui, lorsque le phare était en activité, recevait une lanterne au néon. Une échelle permet de grimper jusqu'à la plate-forme.

## Historique
Le phare de Saint-Witz est construit dans les années 1920 par la Compagnie des messageries aériennes sur le trajet de la liaison aérienne Paris (Le Bourget) - Bruxelles, via Lille. À cette époque, les pilotes conduisent à vue : les axes principaux sont dotés de phares de jalonnement, permettant aux pilotes d'effectuer leur trajet de nuit, de phare en phare. Les phares aéronautiques sont espacés de 10 à 30 km ; Le phare de Saint-Witz est alors le dernier phare avant Le Bourget. Il est allumé à la demande peu avant le passage de l'avion : les éclats de la lampe tournante au néon encodent la lettre « W » pour « Witz » en Morse.
Le phare fonctionne jusqu'à la Seconde Guerre mondiale. L'occupant allemand le remplace par un feu fixe en 1942, fonctionnant également sur demande. Le phare actuel n'est pas celui d'origine : après la guerre et la reprise des activités aéronautiques civiles, il est reconstruit,. Les développements techniques de l'aviation conduisent cependant à son abandon peu après.
Le phare est inscrit le 25 janvier 2023 au label « Patrimoine d'intérêt régional ».